# ナイショの話
「ナイショの話」（ナイショのはなし）は、ClariSの4枚目のシングル。2012年2月1日にSME Recordsから発売された。

## 概要
前作『nexus』から約5か月でのリリースとなる2012年1作目のシングル。表題曲「ナイショの話」は、テレビアニメ『偽物語』のエンディングテーマに起用されている。
初回盤・通常盤・アニメ盤（偽物語盤）の3仕様からなり、初回盤には「ナイショの話」のPVを収録したDVDが、アニメ盤には実際にアニメのエンディングで使われている1分30秒のバージョンが収録されている。
ジャケットは通常版には"ClariS"と書かれたアイスキャンディーが、アニメ盤には『偽物語』の登場人物の阿良々木火憐と阿良々木月火が右脚を上げている様子が描かれている。イラストレーションは渡辺明夫。

## チャート成績
2012年2月13日付オリコンウィークリーチャートで3.5万枚を売り上げて2位を獲得し、グループ初となるトップ3入りを果たした。また、2月2日付けオリコンデイリーチャートでは1位にランクインし、発売3日目でデイリー最高位を更新した。

## キャンペーン
プレイステーション3用のカラオケソフト『JOYSOUND DIVE』にてキャンペーンが実施された。2012年2月1日から2月29日までの間に「ナイショの話」を歌い、80点以上を獲得しメールで応募すると、抽選で2名にClariSのサイン入りポスターがプレゼントされるというもの。

## 批評
hotexpressの棚橋寛は、「一緒にいながらも忘れ物をしたり、他の女の子に目移りしちゃうカレにヤキモキ･･･そんな甘酸っぱい想いが散りばめられている」と評した。ただし、歌詞は兄に対する妹の心情を表したものであって、所謂彼氏に対するものではない。

## 収録曲

### 初回生産限定盤・通常盤
1. ナイショの話 [4:21]
  - 作詞・作曲：ryo、編曲：ryo・TAKUYA
  - テレビアニメ『偽物語』エンディングテーマ
  - 作詞・作曲はsupercellのryoが担当しているが、これに関してはクララとアリスの2人も驚いており、特にアリスに至っては小学生時代から休み時間に友人と歌って踊るほどのファンで、マネージャーにもしつこく確認を求めた[4]。
  - 曲調はギターロックにスカを折り交ぜるた明るい楽曲に仕上がっている。歌詞はアリスによれば「イライラ」や「モヤモヤな気持ち」が込められている[4]。
  - イントロはryoの提案により10人分で録るよう依頼されたため、いつもの自分ver、ブリッ子ver、ダミ声ver、ハイテンションな子ver、ノリノリな子verの計5役分をクララ、アリスの2人が演じている[4]。
  - Aメロはロックテイストになっており、クララも阿良々木姉妹のことを歌った楽曲だという[4]。
2. I'm in love' [4:33]
  - 作詞・作曲・編曲：丸山真由子
  - アリス曰く「大好きな人に自分の気持ちを伝えたいけど伝えられない子を描いている」という[4]。
3. 本当は [4:09]
  - 作詞・作曲・編曲：Carlos K.
4. ナイショの話 -Instrumental-

DVD（初回限定盤のみ）
1. ナイショの話 （Music clip）

### アニメ盤（偽物語盤）
1. ナイショの話
2. I'm in love
3. 本当は
4. ナイショの話 -TV MIX-

2012年3月までの期間限定生産。

## 楽曲の収録アルバム
| 曲名         | 発売日        | アルバム                              |
| ------------ | ------------- | ------------------------------------- |
| ナイショの話 | 2012年4月11日 | BIRTHDAY                              |
| ナイショの話 | 2015年4月15日 | ClariS 〜SINGLE BEST 1st〜            |
| ナイショの話 | 2016年1月6日  | 『歌物語 -〈物語〉シリーズ主題歌集-』 |